# 錢祿泰
錢祿泰，字魯詹，號潄青，又號水清，江蘇省蘇州府常熟縣人，清朝政治人物。進士出身。

## 生平
光緒二年（1876年），參加丙子恩科會試，得貢士第200名。殿試登進士2甲第106名。同年五月（6月3日），著分六部學習。